# Adia alatavensis
Adia alatavensis är en tvåvingeart som först beskrevs av Willi Hennig 1967.  Adia alatavensis ingår i släktet Adia och familjen blomsterflugor. Inga underarter finns listade i Catalogue of Life.